# Alexandre II MacDonald
Alexandre II MacDonald ou Alexandre d'Islay (gaélique: Alasdair MacDomhnaill) (mort à Dingwall le 8 mai 1449) 3e Seigneur des Îles de 1423 à 1449 et 10e comte de Ross avant janvier 1437 à 1449.

## Origine
Alexandre II MacDonald ou Alexandre d'Islay est le fils de Donald MacDonald d'Islay 2e Seigneur des Îles et de Marie ou Mariota Leslie héritière légitime du comte de Ross.

## Conflit avec JacquesIerd'Écosse
Après avoir retrouvé son royaume en 1424 le jeune roi Jacques Ier d'Écosse décide de mener une politique personnelle. Il élimine la famille du régent Murdoch Stuart duc d'Albany. Son attention est ensuite attiré par la puissance croissante des MacDonald Seigneur des Îles. En effet en 1424 Alexandre II MacDonald réclame comme son légitime héritage le comté de Ross après la mort lors de la Bataille de Verneuil de John Stuart 3e comte de Buchan qui portait le titre depuis 1415.
En 1427 Jacques II d'Écosse intervient dans le nord de l'Écosse et convoque à Inverness une cinquantaine de chefs des Highlands dont son cousin Alexandre II MacDonald, Angus Dubh MacKay et ses 4 fils, Kenneth Mor MacKenzie de Kintail, John Ross of Balnagowan, William Leslie, Angus Moray de Culbin Alexandre MacRuari, John MacArthur et James Campbell. Il les fait emprisonner et exécute plusieurs d'entre eux dont James Campbell qu'il avait chargé d'arrêter, l'oncle d'Alexandre II, Ian Mor Tanisteir MacDonald, chef du Clan MacDonald de Dunnyveg qui avait été tué dans des conditions mystérieuses lors de l'intervention.
Libéré Alexandre II MacDonald décide de se venger et marche en 1429 contre Inverness avec une armée de 10 000 hommes. Il doit renoncer à son projet car le roi le défait dans le Lochaber le 23 juin 1429 en obtenant la défection des Cameron de Locheil du Clan MacKintosh et de la Confédération Chattan. Alexandre II Mac Donald assiste la messe de Pâques 1429 au château d'Holyrood avec le roi et la reine avant d'être détenu au Château de Tantallon près de North Berwick sous la garde de William Douglas 2e comte d'Angus.

## Donald Balloch
En 1431 Donald Balloch, fils de Iain Mor que ses parents du clan Maclean avaient caché à Mull conteste la trop grande soumission selon lui de son cousin et se révolte. Il défait Alexandre Stuart comte de Mar, Alan Stuart comte de Caithness qui est tué, Huntly et Fraser envoyés contre lui à Inverlochy près du loch Linnhe. Lorsque le roi réussit à reprendre la situation en main Donald Balloch s'enfuit en Irlande où il trouve refuge chez Conn O'Neill d'Edenduffcarrick au Connacht dont il épouse la fille Johanna.
Lorsque le roi Jacques Ier, réclame la tête du rebelle aux Irlandais une tête coupée méconnaissable lui est présentée par Hugh O'Neill. Donald Balloch échappe toutefois à la mort il retourne en Écosse après le meurtre du roi en 1437 et il ne meurt que vers 1476.

## Comte de Ross
Le roi Jacques Ier d'Écosse conscient qu'il ne pourra pas obtenir la soumission des MacDonald par la force décide de relâcher Alexandre II MacDonald qui est pardonné à Perth en 1431. Sa mère Mary ou Mariota Leslie étant morte en 1436 il décide sans doute alors de lui concéder le titre de comte de Ross qu'Alexandre II porte dès janvier 1437 avant le meurtre du roi le 21 février suivant.

## Justicier au Nord du Firth of Forth
Les régents qui gouvernent pour le compte du jeune roi Jacques II d'Écosse nomment Alexandre II MacDonald « Justicier d'Écosse au nord du Firth of Forth » en 1439.
Cette fonction lui permet d'étendre son autorité sur ses domaines de Seigneur des Îles et de comte de Ross en mettant au pas quelques clans récalcitrants et de traiter a parité avec les autres grands seigneurs écossais comme le comte de Douglas et le comte de Crawford avec lesquels il conclut un accord offensif et défensif en 1445/1446.
Lorsque Alexandre II MacDonald meurt à Dingwall le 8 mai 1449 il n'est pas inhumé comme ses ancêtres à Iona mais dans l'église des chanoines de Ross, la cathédrale de Fortrose

## Union et postérité
Alexandre II MacDonald épouse avant 1431 Elizabeth Seton dont:
- Jean II MacDonald 4e Seigneur des Îles

Alexandre II MacDonald a par ailleurs deux fils illégitimes avec une maitresse inconnue:
- Celestine MacDonald ancêtre des MacDonald de Lochalsh
- Hughe ou Uistean MacDonald ancêtre des MacDonald de Sleat

## Sources
- Fitzroy Maclean Higlanders . Histoire des clans d'Écosse Éditions Gallimard ¨, (Paris 1995)  (ISBN 2724260910)
- (en) Mike Ashley The Mammoth Book of British Kings & Queens Robinson (Londes 1998)  (ISBN 1841190969) « John II, Angus Og Donald Dubh (The Black) » p. 539-541 et table généalogique n° 39 p.  537.
- (en) John L. Roberts « Downfall of Clan Donald », dans Lost Kingdoms, Celtic Scotland and the Middle Ages Edinburgh University Press (Edinburgh 1997)  (ISBN 0748609105) p. 198-216.
- (en) Richard Oram, « The Lordship of the Isles, 1336-1545 », dans Donald Omand édition The Argyll Book, (Edinburg, 2005), p.  123-39